# União Brasileira de Escritores
Die União Brasileira de Escritores (UBE) ist ein brasilianischer Schriftstellerverband. Er besteht seit 1958, hat seit Bestehen etwa 3000 Mitglieder und seinen Sitz in São Paulo.

## Geschichte
Vorläufer war der erste von Mário de Andrade und Sérgio Milliet am 24. März 1942 gegründete Berufsverband Sociedade dos Escritores Brasileiros. Am 17. Januar 1958 entstand die União durch den Zusammenschluss der Sektion São Paulo der Associação Brasileira de Escritores und der Sociedade Paulista de Escritores.

## Präsidenten
Zum Präsidenten für den Zeitraum 2020 bis 2022 wurde Ricardo Ramos Filho gewählt.

## Preisvergaben
Der bekannteste Preis ist der Prêmio Juca Pato, der mit der Zeitung Folha de S. Paulo damit gleichzeitig den „Intellektuellen des Jahres“ kürt.
Weitere Preise sind in der Kategorie Poesie der Prêmio Vicente de Carvalho, in der Kategorie Essay der Prêmio Vianna Moog, in der Kategorie Crônica der Prêmio Alejandro Cabassa und in der Kategorie Theater der Prêmio Martins Pena.

## Publikationen
Das Hauptorgan ist der periodisch erscheinende O Escritor, ISSN 1981-1306.